# Compañero de batalla

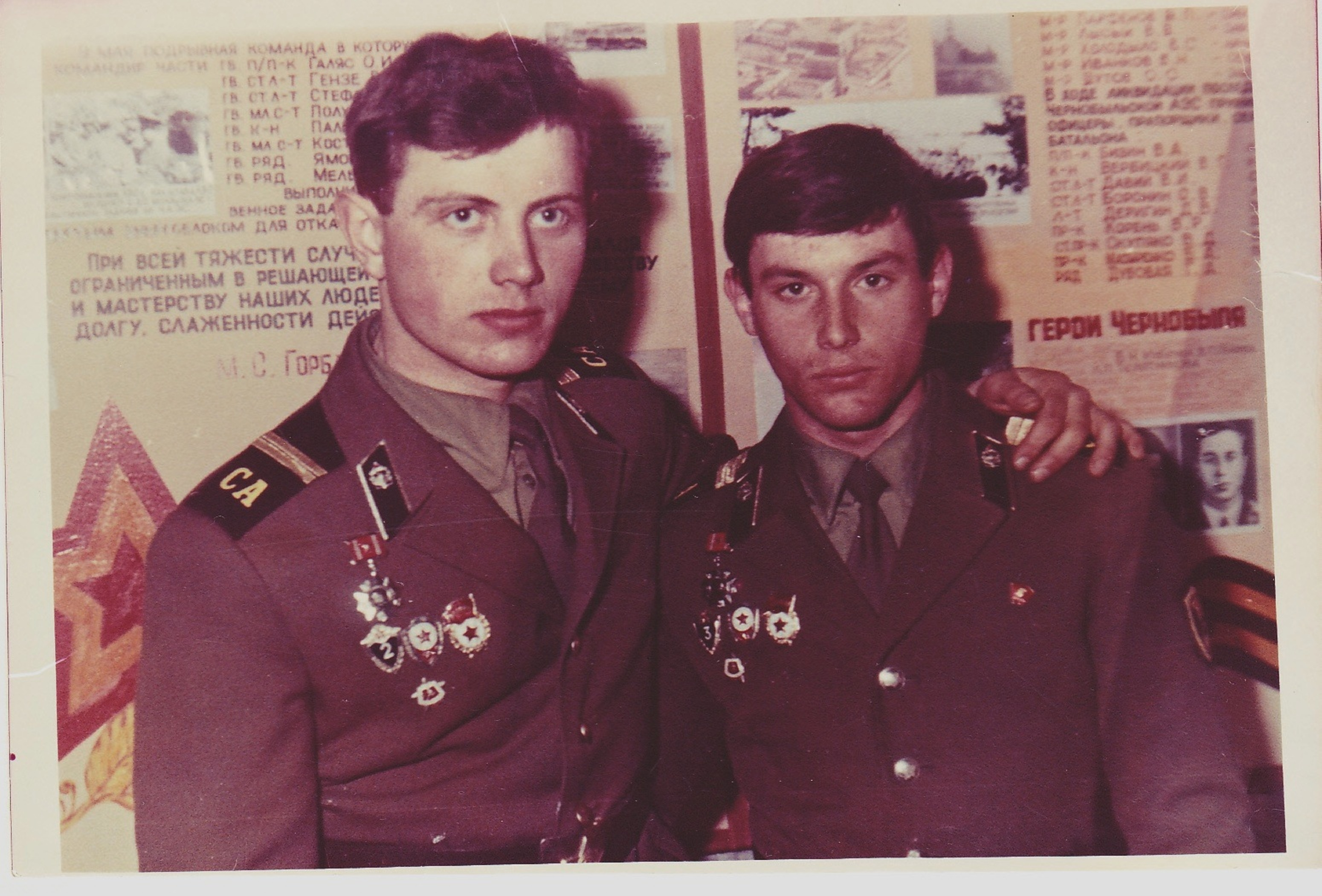
Una pareja de combate del Ejército Soviético.

Un compañero de batalla o pareja de combate es un sistema de amigos aplicado en la instrucción militar. El fin es que los reclutas se ayuden recíprocamente.
La prevención del suicidio es un objetivo principal; dado que cada uno observa las acciones de su compañero, podrá salvarle la vida si advierte pensamientos y sentimientos negativos e interviene para brindar ayuda.

## Finalidad

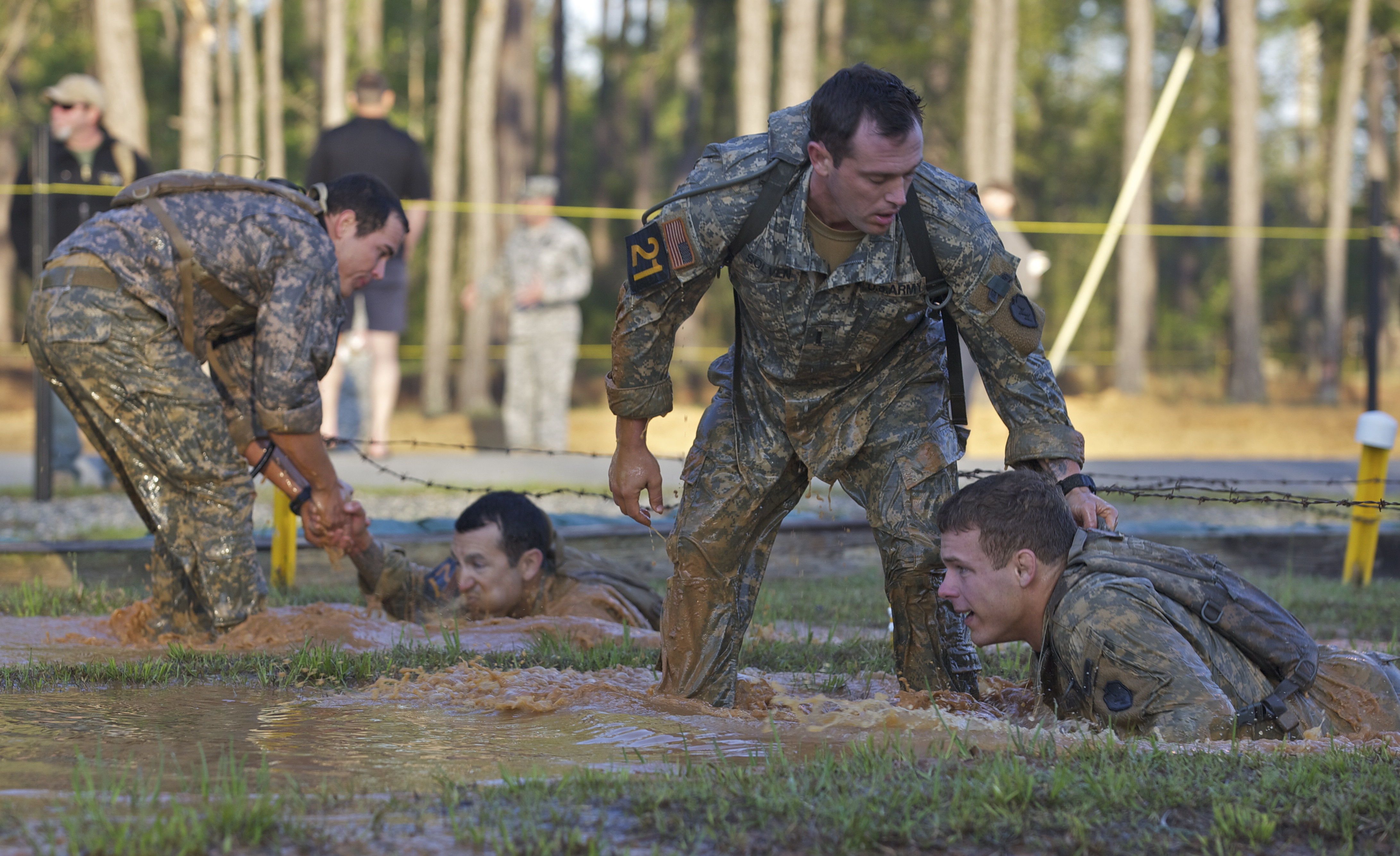
Los compañeros deben ayudarse mutuamente.

En el Ejército de los Estados Unidos la mayoría de los soldados se han mostrado satisfechos, puesto que se cree que mejora el rendimiento, aunque también se han informado contras. Las evaluaciones del sistema de compañeros de batalla han identificado las siguientes:

### Ventajas

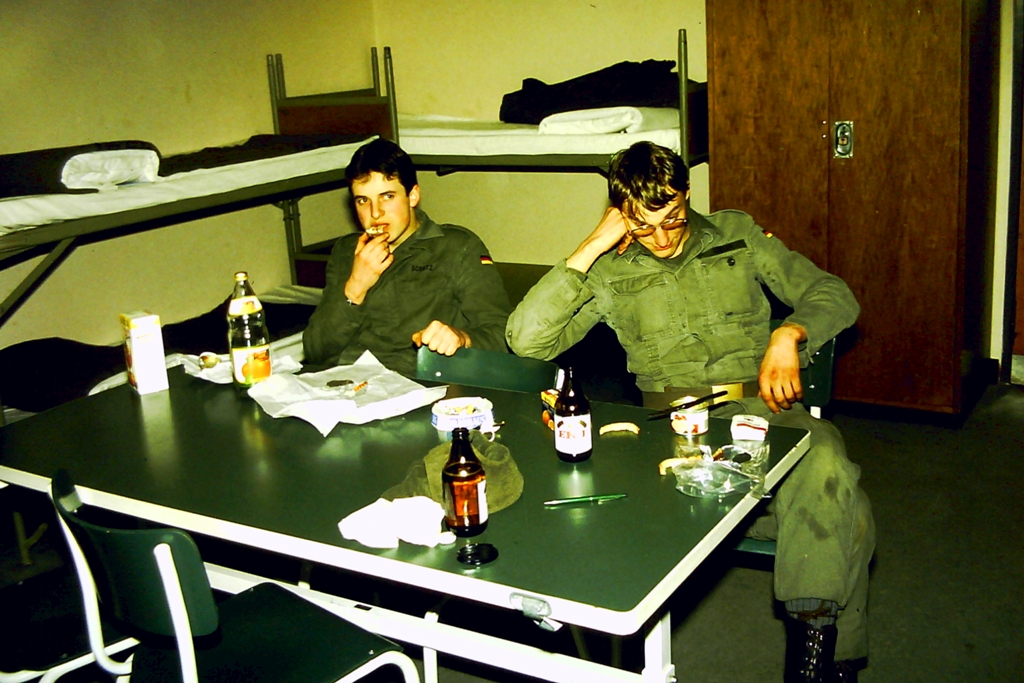
Una pareja de la Bundeswehr, Alemania en 1982.

- Reduce las tasas de suicidio y agresiones sexuales.
- Los compañeros se mantienen informados sobre instrucciones e información clave.
- Promueve la resolución cooperativa de problemas.
- Aumenta la moral.
- Alienta a los soldados y motiva una mayor confianza.
- Disminuye el estrés.
- Facilita la transición al estilo de vida militar.
- Mejora la seguridad en el entrenamiento y el combate.
- Promueve mejores habilidades de liderazgo.[1][3]

### Desventajas
También se han identificado las siguientes desventajas potenciales:
- Los conflictos de personalidad pueden causar tensión y disminuir los efectos positivos.
- Agrega responsabilidades adicionales.
- Interfiere con las actividades deseadas.
- Requiere el compromiso de cuidar a otra persona.[1][3][4]

## Evaluaciones

Una pareja descansa tras la batalla de Peleliu.

El ejército americano pidió a los soldados que evaluaran y calificaran su satisfacción con el «Programa de asignación de equipos de compañeros de batalla», mediante encuestas:
- El papel de las variables de personalidad.
- Autoevaluaciones de éxitos debido a los compañeros de batalla.
- Posibles influencias situacionales.
- Interacciones/evaluaciones de amigos.

La siguiente tabla muestra las calificaciones de satisfacción de los soldados con el sistema:
| Me disgustó mucho | No me gustó | Ninguno de los dos | Apreciado | Me gustó mucho |
| ----------------- | ----------- | ------------------ | --------- | -------------- |
| 5%                | 4%          | 10%                | 31%       | 50%            |

Esta tabla muestra el acuerdo de los soldados de que los compañeros de batalla son una buena práctica:
| Muy en desacuerdo | Discrepa | Ni de acuerdo ni en desacuerdo | Acepta | Totalmente de acuerdo |
| ----------------- | -------- | ------------------------------ | ------ | --------------------- |
| 5%                | 5%       | 22%                            | 24%    | 44%                   |

## Prevención del suicidio
La prevención del suicidio es un objetivo principal del sistema de compañeros de batalla. En 2006 la tasa de suicidios en el Ejército de los Estados Unidos aumentó en un 37% y para 2009 hubo 344 suicidios consumados por personal militar (211 de los cuales eran miembros del Ejército). En respuesta, han aumentado los esfuerzos para identificar iniciativas de prevención del suicidio; los oficiales militares y legislativos encontraron que la asignación de compañeros de batalla era un método efectivo para disminuir las tasas de suicidio militar.

## En la Historia y la cultura

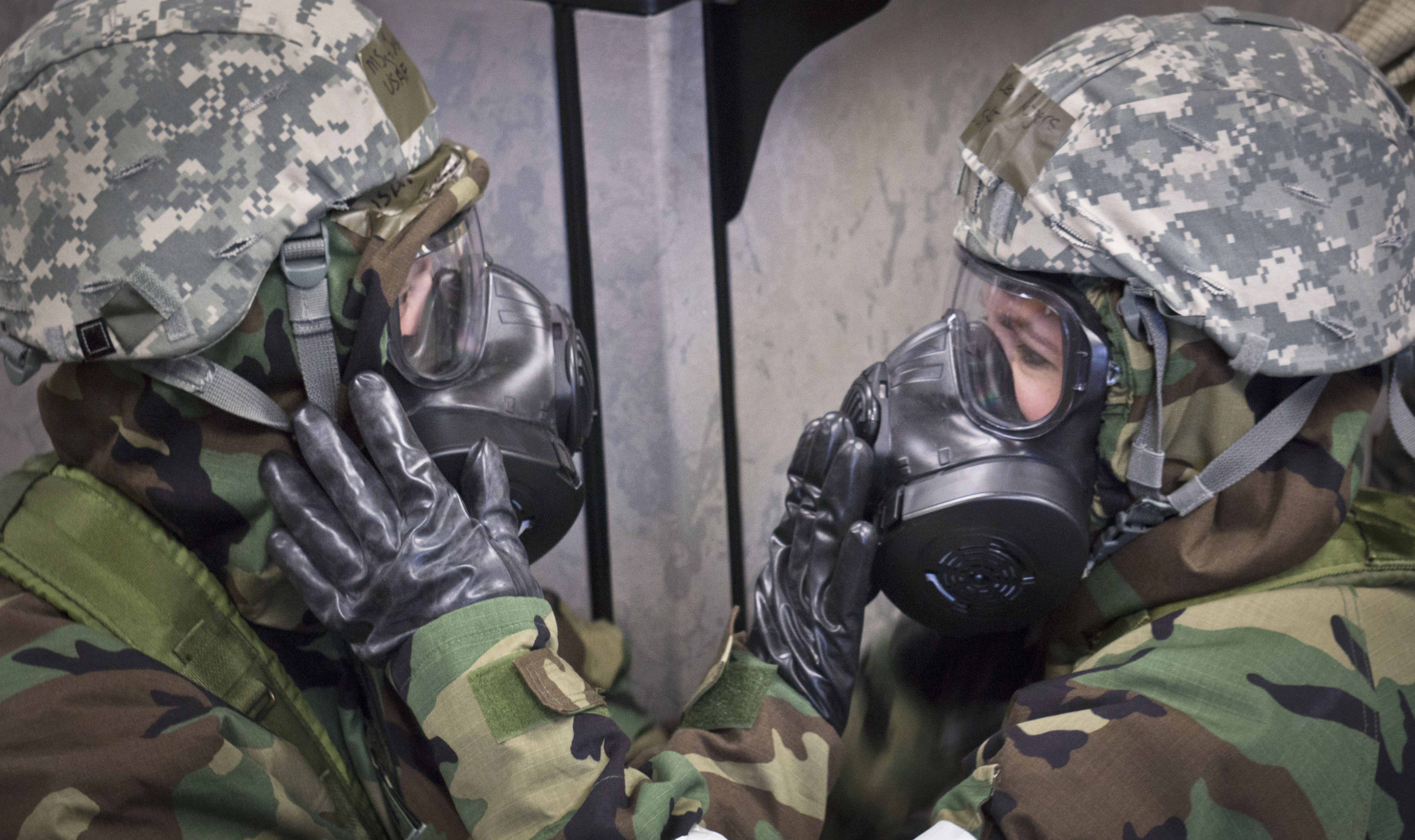
El fin es ayudarse, Guardia Nacional Aérea.

El Batallón Sagrado de Tebas fue una unidad militar de élite de la Antigua Grecia. Se componía de 150 parejas de combate.
Alejandro Magno y Hefestión son los compañeros de batalla más conocidos de la historia.

### En el cine
- En la película An Officer and a Gentleman, estrenada en 1982, los personajes de Richard Gere y David Keith son compañeros de combate.
- En la película Forrest Gump, estrenada en 1994, «Bubba» y Forrest Gump son compañeros de combate.
- En la película Jarhead, estrenada en 2005, los personajes de Jake Gyllenhaal y Peter Sarsgaard son compañeros de combate.